# Haploscópio
O haploscópio (do grego: haplo & skopeo) ou amblioscópio, é um dispositivo óptico do ramo da ortóptica que testa a visão binocular e os eixos visuais, apresentando imagens diferentes para cada olho (visão dissimilar ou visão haploscópica), e também exibe imagens em movimento simples.
Também incluem nesta categoria o amblioscópio e o sinoptóforo.

## Etimologia
Etimológicamente o termo "haploscópio" deriva de dois termos do grego antigo: "haplo-ieides", que representa "único" e "simples", e o termo "skopeo", que representa "ver" e "observar". Sendo frequentemente usada como sinônimo de estereoscópio, mas o haploscópio é um dispositivo mais genérico; onde o estereoscópio é um tipo de haploscópio, mas não vice-versa. Os seguintes termos também representam o haploscopio: cinetoscópio, zootrópio, praxinoscópio.

## História
O haploscópio foi inventado no século XIX, e foi usado como um dos primeiros dispositivos de entretenimento visual, onde as pessoas visualizavam simples imagens em movimento.
Por volta de 1975, foi construido o maior haploscópio por Vaegan para pesquisar a estereocuidade, com imagens de mais de um metro quadrados (4 pés) e uma distância de visualização para cada olho de quase cinco metros (16 pés), onde as imagens grandes permitiram a detecção de disparidades retinais muito pequenas.

## Visão geral
Na área médica, o haploscópio ou amblioscópio, é um dispositivo óptico que testa a visão  apresentando duas imagens diferentes; uma imagem para cada olho,como por exemplo o óculos verde e vermelho, criando assim a visão haploscópica ou visão com alvos dissimilares, que auxilia na realização da avaliação do desvio estrábico.
os haploscópios empregam espelhos frontais colocados em diferentes ângulos próximos aos olhos para refletir as imagens nos olhos. Assim o estrabismo pode ser corrigido usando prismas de base nasal ou temporal, ou com a incidência correta dos braços do sinotóforo.
Quando o haploscópio óptico é ajustado ao infinito, é induzido a convergência proximal, que é uma convergência causada por fatores físicos, quando a pessoa acredita que está vendo um objeto que parece perto, mas que realmente não está tão perto.